# Athyrium pinetorum
Athyrium pinetorum är en majbräkenväxtart som beskrevs av Tag. Athyrium pinetorum ingår i släktet Athyrium och familjen Athyriaceae. Inga underarter finns listade.